# Walerian Wilczogórski (zm. 1656)
Walerian Wilczogórski (Montelupi) herbu Montelupi (ur. 1625, zm. 1656) – polski szlachcic, namiestnik jazdy koronnej.

## Życiorys
Pochodził z włoskiego rodu szlacheckiego Montelupi, wywodzącego się z Montelupo w Toskanii. Jego przodkowie przybyli do Rzeczypospolitej w połowie XVI wieku i osiedlili się w Krakowie, gdzie zajmowali się handlem i bankowością. W 1567 Sebastian i Karol Montelupi zostali nobilitowani przez króla Zygmunta Augusta. W 1611 ród otrzymał potwierdzenie szlachectwa i zaczął używać nazwiska Wilczogórski. Walerian był prawdopodobnie synem siostrzeńca Sebastiana Montelupi Valerio Tamburini, którego sprowadził z Włoch i usynowił, ponieważ nie posiadał własnych dzieci.
Walerian Wilczogórski odebrał staranne wykształcenie: w 1630 r. otrzymał w Rzymie stopień doktora obojga praw, następnie w latach 1637-1639 studiował na Uniwersytecie Padewskim, gdzie trzykrotnie wybierano go na kansyliarza nacji polskiej. Edukację zakończył na Uniwersytecie w Lejdzie (immatrykulowany w 1640 r.). 
Po powrocie do kraju poświęcił się karierze żołnierskiej, do armii koronnej wstąpił w 1646 jako towarzysz chorągwi jazdy starosty winnickiego Andrzeja Potockiego. Służył w tej formacji 10 lat, wpierw jako towarzysz, a potem jako namiestnik chorągwi.
Był uczestnikiem spotkań Rzeczypospolitej Babińskiej.
Wziął udział w wojnie ze Szwecją. Walczył w obronie Krakowa, zginął 10 sierpnia 1656 w bitwie pod Tyńcem. Wespazjan Kochowski, historyk żyjący w tym okresie, napisał o nim: Włoch z pochodzenia a Polak przez swą prawość i męstwo.